# Brandon Ríos
Brandon Lee Ríos (ur. 29 kwietnia 1986 w Lubbock) – amerykański bokser pochodzenia meksykańskiego, były zawodowy mistrz świata wagi lekkiej organizacji WBA.

## Kariera amatorska
W roku 2004 został mistrzem amatorskim USA w wadze piórkowej. Był brany pod uwagę do olimpijskiej reprezentacji Stanów Zjednoczonych. Jego amatorski rekord wynosi 230 wygranych i 35 przegranych walk.

## Kariera zawodowa

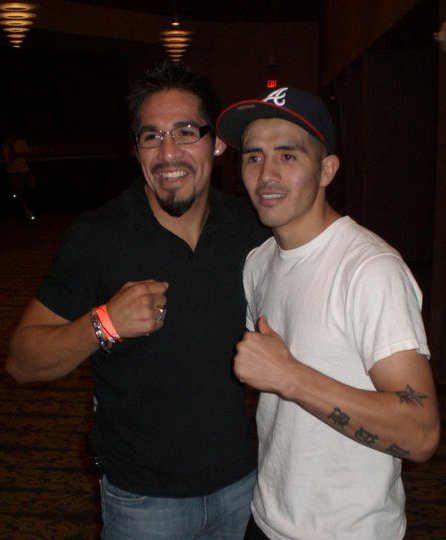
Ríos (z prawej) z dwukrotny mistrz Antonio Margarito.

Karierę zawodową rozpoczął 23 lipca 2004. Do roku 2010 stoczył 27 walk, z których wygrał 26. W tym czasie zdobył lokalny tytuł NABF oraz wygrał eliminację (z Anthony Petersonem) do walki o tytuł mistrza WBA w wadze lekkiej.
26 lutego 2011, w Las Vegas, stanął do pojedynku z Wenezuelczykiem Miguelem Acostą. Walka była bardzo zacięta. W pierwszych rundach wyraźną przewagę miał Acosta, ale od piątej rundy zaczął tracić siły. W szóstej i ósmej rundzie był na deskach, a w dziesiątej po kolejnym nokdaunie został poddany przez własny narożnik. Rios został nowym regularnym mistrzem WBA.
Pierwsza obrona tytułu miała miejsce 9 lipca 2011 w Carson (USA). Wygrał z Meksykaninem Urbano Antillónem przez TKO w trzeciej rundzie. 3 grudnia w kolejnej obronie tytuły miał zmierzyć się z Johnem Murrayem. Pokonał go przez techniczny nokaut w jedenastej rundzie, jednakże z powodu nieosiągnięcia limitu wagowego został w przeddzień pojedynku pozbawiony tytułu.
13 października 2012 w Kalifornii znokautował w siódmej rundzie Amerykanina Mike′a Alvarado.
Po dwóch jednogłośnych porażkach na punkty, 30 marca 2013 z Mikiem Alvarado w Las Vegas w Nevadzie (w stosunku 113:115, 113:115 i 113:114) oraz z Filipińczykiem Mannym Pacquiao 24 listopada 2013 w Makau w Chinach (w stosunku 74:75, 74:75 i 74:75). Wygrywa przez dyskwalifikacje w dziewiątej rundzie z Argentyńczykiem Diego Gabrielem Chávesem 2 sierpnia 2014 w Las Vegas.
W trzecim pojedynku Riosa z Mikiem Alvarado wygrał 24 stycznia 2015 w Broomfield w Kolorado. Walka zakończona została w trzeciej rundzie.